# Константин Судаков
Константин Викторович Судаков (рус. Константи́н Ви́кторович Судако́в; Чељабинск, 6. јул 1932 — Москва, 11. август 2013) био је познати руски науник - физиолог, следбеник учења ИМ Сеаенова и ИП Павлова, ученик познатог руског физиолога ПК Анохина, аутора у читавом свету данас познате теорије функционалних система. Успешно настављајући рад својих професора Судаков је дао значајан допринос даљем развоју опште теорије функционалних система. Његова истраживања посвећена су проучавању системских механизама мотивације, памћења, емоција и емоционалног стреса. Судаков је међу првима показао да се мотивација формира након активације усходних центара у хипоталамусу и њиховог утицаја на кору мозга.

## Живот и каријера
Константин Викторович Судаков, рођен је 6. јула 1932. године у Чељабинску, Русија. Средњу школу похађао је у Самарканду, Средња Азија. Студије медицине уписао је 1950. године на Московском медицинском институту ИМ Сејенов, на коме је 1956 године, дипломира са почасном дипломом. Последипломске студије које је уписао на истом институту 1956. године, завршио је 1960. године одбраном дисертације под насловом Рефлексна ексцитација једара нервус вагуса код умерене глади, и стекао звање Кандидата медицинских наука.
Константин Викторович Судаков, је у периоду од 1960. до 1961. година ради као асистент на Катедри за физиологију на Првом Московском Медицинском институту И. М. Сеаенова. Као млађи и старији истраживач, Судаков је радио од 1962 до 1966. године, у Неурофизиолошкој лабораторији Института за нормалну и патолошку физиологију.
Звање доктора медицинских наука стакао је након одбране докторске дисертације 1966. године, под називом Неурофизиолошки механизми исхрамбене мотивације.
Као стипендиста СЗО Константин Викторович Судаков је у периоду од 1966. до 1967. године борави у Сједињеним Америчким Државама, у лабораторији Еволуција лимбиаког система Америчког националног института за здравље.
Наконповратку из Сједињених Америчких Држава Судаков је од 1967. до 1974. године професор на Катедри нормалне физиологије Московског медицинског института ИМ Сеаенов.
Следе нова постављења и номинације Судакова:
- За директора науно-истражваког института нормалне физиологије ПК Анохин, Академије медицинских наука СССР
- Шефа катедре за физиологију Московског медицинског института ИМ Сеаенов, 1974. године,
- За дописнг члана Академије медицинских наука СССР 1975. године,
- За редовног члана Академије медицинских наука СССР, 1986. године.
- За академика Међународне академије наука (Минхен, Немаака), 1993. године и потпредседника Руске секције.

## Дело
Научне области које су биле бредмет интересовавања и истраживања Константина Судакова биле су: неурофизиологија, неурофизиолошки и неурохемијски механизми усмереног понашава човека и животиња; механизми емоционалног стреса; системска анализа емоција и мотивација; информационе особине живих система.
Својим радом Константин Судаков наставио је већ утабане стазе ИМ Сеаенова и ИП Павлова, еминентног руског физиолога ПК Анохина, и тиме дао значајан допринос у развоју опште теорије функционалних система. Вегова многобројна истраживава посвећена су изучававу системских механизама мотивација, памаева, емоција и емоционалног стреса. Он је први показао да се мотивација формира на основу усходних активирајућих утицаја хипоталамичких центара на кору мозга.
Судаков је и зачетник идеје о пејсмејкерској теорији организације доминирајуће мотивације, у којој је указао на улогу различитих олигопептида у формирању мотивационих стања.
Последња истраживања Константин Судаков била су усмерена на разјашвавање генетских механизама биолошких мотивација. Резултати тих истраживања Судаков је изнео у монографијама:
- Biologicheskie motivatzii (1970);
- Le motivazioni biologishe Guinti Barbera (translation from Russian) (1976);
- Funktzionalnye sistemy organizma (1987);
- Fiziologiya motivatzij (1991).

Значајан допринос Константин Судаков дао је развоју проблема емоционалног стреса, указујући на церебралне механизме емоционалног стреса и механизме индивидуалне отпорности према емоционалном стресу. Он је у тим истраживањима разрадио прогностичке критеријуме отпорности према емоционалном стресу и указао на улогу појединих олигопептида ( (delta-sleep inducing peptide,
supstance P, beta endorfina и осталих). Испитивања у области емоционалног стреса Константин Судаков приказао је у монографијама:
- Systemnye mekhanizmy emotzionalnogo tressa (1980);
- Emotional stress and hzpertension (1983);
- Emotzionalnyj stress: teoreticheskie i klinicheskie aspekti (1997).

У свом плодоносном и вишедеценијском раду Константин Судаков је објавио више од 600 научних радова међу којима је било приручника, уџбеника, и 16 монографија.
Константин Судаков био је и Члани редакционог колегијума многих руских и иностраних часописа, учесник многобројних међународних конференција и симпозијума, и носилац многобројних научних награда и признања.

## Почасна научна звања
- 1956. – Члан савезног физиолошког друштва;
- 1970. – Међународне организације за истраживање мозга (ИБРО);
- 1972. – Међународног друштва за електросан и електроанестезију;
- 1975. – Дописни члан Руске Академије медицинских наука;
- 1978. – Дописни члан Америчког психосоматског друштва;
- 1983. – Члан Вујоршке академије наука;
- 1984. – Председник Павловског научног друштва;
- 1986. – Академик Руске Академије медицинских наука; 1
- 1987. – Члан Мађарске академије наука;
- 1988. – Потпредседник Мешународног друштва за превенцију емоционалног стреса;
- 1992. – Члан Ст. Петербуршке Академије наука;
- 1993. – Члан Међународне словенске академије наука, образовања и уметности;
- 1993. – Члан Украјинске Академије за техниаку и кибернетику;
- 1993. – Члан Међународне Академије наука;
- 1995. – Члан Академије креативних наука;
- 1996. – Члан Академије Медицинско-техниаких наука;
- 1999. – Стални члан - сарадник Матице српске, Нови Сад;
- 2002. – Почасни доктор Универзитета у Новом Саду;
- 2004. – Академик Медицинске академије наука Српског лекарског друштва.

## Признања
- 1980. Медаља и Диплома Президијума Медицинске академије НР Бугарске
- 1981. Медаља и Диплома града Тур, Француска
- 1982. Диплома Универзитета града Тојама и града Фукуока, Јапан
- 1982. Лауреат награде им. П. К. Анохина, АМН СССР
- 1985. Златна медаља ВНДХ СССР
- 1986. Повеља Медицинског факултета, Нови Сад
- 1992. Спомен медаља Павловског Научног друштва Северне Америке
- 1992. Награда Memorial Horsly Gant, САД
- 1994. Лауреат Националне премије "ОСТАР", Президијума Руске академије медицинских наука
- 1996. Награда Михаил Шатерников
- 1998. Захвалница Медицинског факултета, Нови Сад
- 1999. Диплома Павлова, награда и медаки Међународне Академијенаука
- 1999. Лауреат АА Покровски, Награда Руске Академије медико-техничких наука
- 2000. Диплома Руске Академије наука
- 2000. Награда Руске секције Међународне академије наука
- 2001. Регистровано научно откриће Н-171
- 2002. Диплома П.Л. Капитиса и Меморијална награда Руске академије наука
- 2002. Орден IV степена „За заслуги перед Отечеством“, Председника Руске Федерације.[тражи се извор]
- 2009. Орден V степена „За заслуги перед Отечеством“, Председника Руске Федерације.[тражи се извор]

## Монографије
- Biological motivation, 1971, Moscow;
- Le motivazioni biologishe, 1976, Guinti Barbera;
- Emotional stress and arterial hypertension, 1976, Moscow;
- Systems mechanisms of emotional stress, 1981, Moscow;
- Emotional stress and arterial hypertension, 1983, New Delhi;
- General theory of functional systems, 1984, Moscow;
- Functional systems of organisms, 1987, Moscow;
- Physiology of motivation, 1991, Moscow;
- Diagnosis of health, 1993, Moscow;
- Theory of functional systems, Moscow;
- Reflex and functional systems, 1997, Novgorod;
- Emotional stress: theoretical and clinical aspects, 1997, Volgograd; Quanta of vital activity, 1994, Moscow;
- Individual resistance of emotional stress, 1998, Moscow;
- System mechanisms of psychic activity, 1999, Moscow;
- Modelling of functional systems, 2000, Medicina.